# Pelican Point
Pelican Point är en udde i Australien. Den ligger i kommunen Port Adelaide Enfield och delstaten South Australia, omkring 19 kilometer nordväst om delstatshuvudstaden Adelaide.
Runt Pelican Point är det tätbefolkat, med 849 invånare per kvadratkilometer.. Närmaste större samhälle är Adelaide, omkring 19 kilometer sydost om Pelican Point. 
Runt Pelican Point är det i huvudsak tätbebyggt. Genomsnittlig årsnederbörd är 593 millimeter. Den regnigaste månaden är juli, med i genomsnitt 95 mm nederbörd, och den torraste är december, med 13 mm nederbörd.